# یاسوماسا کانادا
یاسوماسا کانادا (به ژاپنی: 金田 康正)‏(انگلیسی: Yasumasa Kanada؛ زادهٔ ۱۸ آوریل ۱۹۴۸ – درگذشته ۱۱ فوریه ۲۰۲۰) ریاضی‌دان، فیزیک‌دان، استاد علوم اطلاعات دانشگاه توکیو، و دانشمند رایانه اهل ژاپن بود که بیشتر برای ثبت رکورد در زمینهٔ محاسبهٔ ارقام عدد پی شناخته می‌شود. او عدد پی را ۱٫۲۴۱۱ تریلیون رقم محاسبه کرده‌است.